# Рикфорс, Микаэл
Ми́каэл Ри́кфорс (или Ма́йкл Ри́кфорс; швед. Mikael Rickfors) — шведский музыкант, вокалист, бас-гитарист, в 1972—1973 годах — участник британской рок-группы The Hollies. Впоследствии сделал успешную сольную карьеру, выпустив свыше десятка альбомов, в том числе альбом 1988 года «Vingar». Участвовал в составе шведских рок-групп «Bamboo», «Grymlings», «Mobile Unit».

## Дебют. The Hollies
Микаэл Рикфорс родом из Стокгольма, Швеция, родился 4 декабря 1948 года. С 1968 года он был солистом и бас-гитаристом популярной шведской группы Бамбук. Выпустив два сингла, группа прекратила своё существование в 1970 году. В 1972—1973 годах Рикфорс участник легендарной британской рок-группы The Hollies. Его исполнительскую манеру этого времени отличал сильный грудной голос в широком диапазоне тембрового звучания. В последующие десятилетия певец предпочитал намеренно хрипловатое исполнение.
В The Hollies Рикфорс сменил английского солиста Алана Кларка, оставившего сольную карьеру. Исполнение Рикфорса, богатое нижними регистрами голоса, контрастировало с неповторимым тенорным звучанием голоса Алана Кларка. Один из хитов, исполнявшихся обоими солистами, назывался He Ain't Heavy, He's My Brother. Рикфорс пел эту балладу более пронзительно и с лёгким вибрато, нежели Кларк. Его первый сингл «Baby» с группой «Hollies» достиг в британских чартах 26 места, и занимал высокие места в некоторых других странах.
Развить успех группе помогла запись альбома «Romany» («Цыганский»), где одна песня («Touch») принадлежала Рикфорсу. Микаэл также исполнил хиты группы «Magic Woman Touch» и «Don’t Leave The Child Alone», написанные им. Неожиданный успех принёс группе сингл с песней из предыдущего альбома, когда вокалистом был ещё Алан Кларк. Композиция, перепетая Рикфорсом, взлетела на верхние позиции в американских чартах. В это время The Hollies предприняли свой первый большой тур в США без своего знаменитого вокалиста, но гастроли не принесли ожидаемого коммерческого успеха.
Вскоре группа записала свой второй альбом с Микаэлом Рикфорсом, он назывался Out on the Road. Существенный вклад в написание этого альбома внёс Микаэл Рикфорс. На записи каждого из этих двух альбомов, кроме вокала, он играл на гитаре, бас-гитаре, конге и клавишных. Диск вышел лишь в Германии и Испании. В июле 1973 года Алан Кларк вернулся в группу, и Микаэл Рикфорс вынужден был покинуть The Hollies.

## Сольная карьера

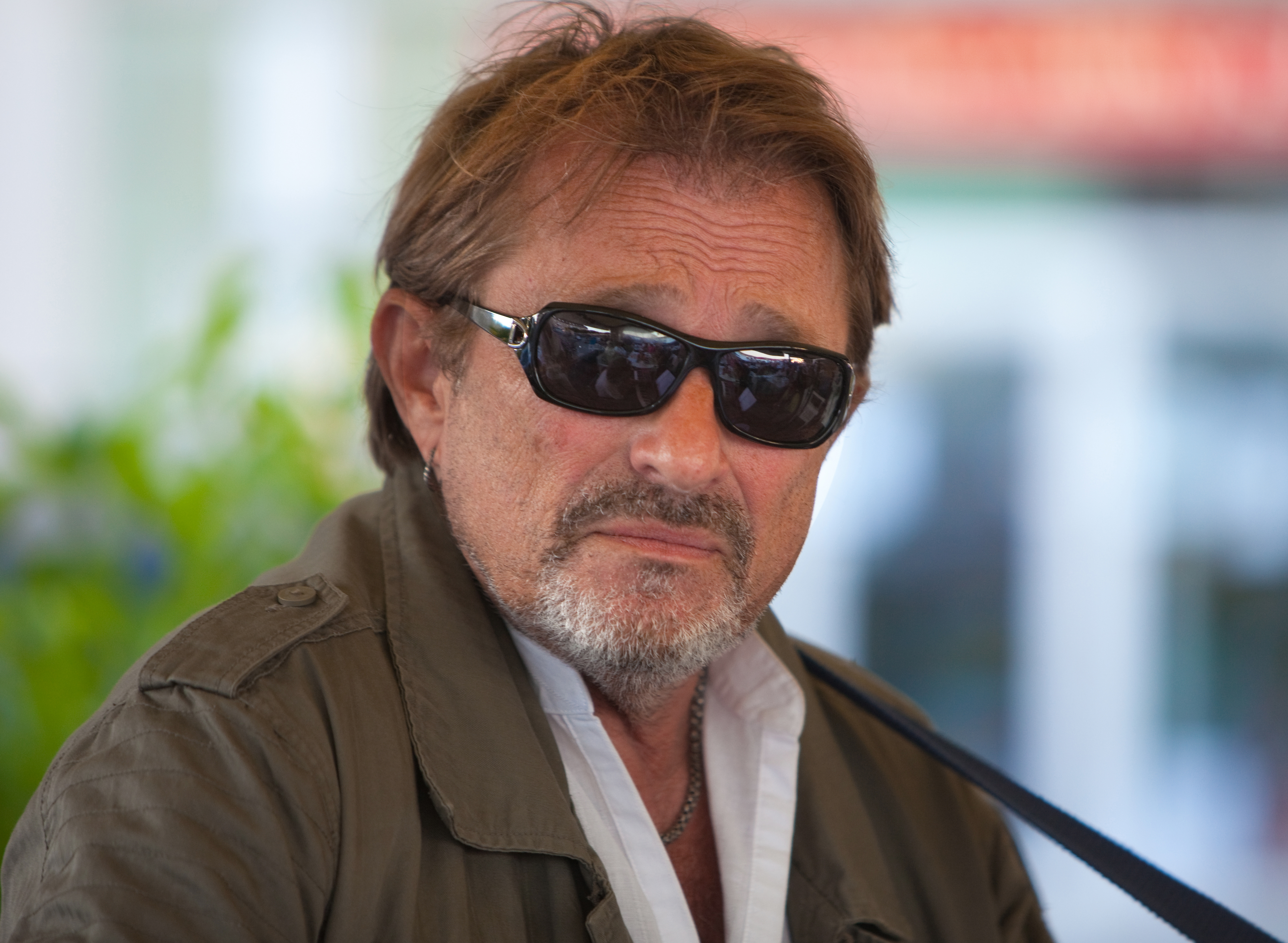
Микаэл Рикфорс

В 1975 Рикфорс выпустил первый из одиннадцати сольных альбомов. В 1988 увидел свет его исключительно успешный альбом «Vingar». В 1990 году он отправился в первый свой совместный тур в рамках шведской супергруппы «Grymlings» (по имени фермы Рикфорса).
Среди музыкантов, записывавших песни Микаэла Рикфорса, кроме The Hollies, были Карлос Сантана («Дочь Ночи»), Синди Лаупер («Йе, йе», — на её многомиллионном дебютном альбоме), Перси Следж («Blue Night», «Misty Morning», «Shining Through the Rain», «Road of No Return»), Ричи Хейвенс, Джим Капальди, Карла Олсон, и Пол Джонс (с сольного альбома 2009 года «Starting All Over Again»). Заглавным треком Чабби Тавареса с его первого сольного альбома «17 июля 2012 г.» стала песня М. Рикфорса «Ревность».

## Дискография

### Сольные альбомы
- Mikael Rickfors — 1975
- The Wheel — 1976
- Kickin' a Dream — 1979
- Tender Turns Tuff — 1981
- Rickfors Live — 1981
- Skin Is Thin — 1982
- Blue Fun — 1983
- Hearthunters — 1985
- Rickfors — 1986
- Vingar — 1988
- Judas River — 1991
- Happy Man Don’t Kill — 1997
- Greatest Hits — 1999
- Lush Life — 2004
- Away Again — 2009

### В составе групп

#### The Hollies
- Romany (1972)
- Out on the Road (1973)

#### Grymlings
- Grymlings (1990)
- Grymlings vol. 2 (1992)
- Grymlings vol. 3 (2005)

#### Mobile Unit
- Road Songs (2008)